# Sacri Cuori di Gesù e Maria

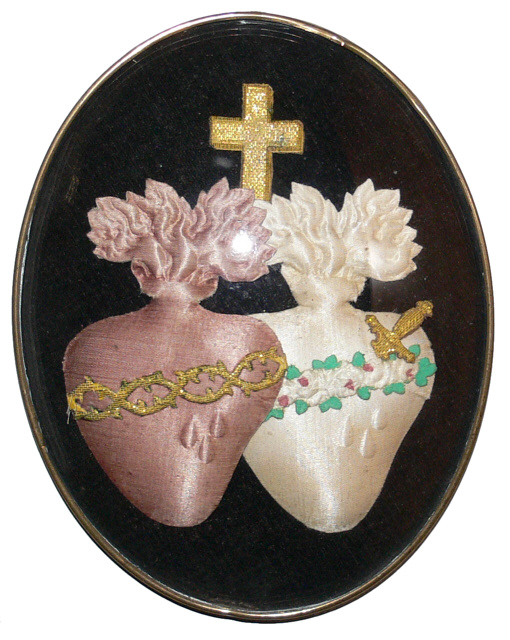
Sacri Cuori di Gesù e di Maria

Quella dei Sacri Cuori di Gesù e Maria è una devozione della Chiesa cattolica che unisce i culti del Cuore di Gesù e del Cuore di Maria, madre di Gesù.

## Il culto
Il culto dei cuori di Gesù e di Maria cominciò esplicitamente nel XVII secolo per opera di san Giovanni Eudes, che papa Leone XIII definì "autore del culto liturgico dei SS. Cuori di Gesù e Maria". Papa Pio X lo chiamò  "padre, dottore e apostolo" dello stesso culto: il suo apostolato iniziò con il libro La vita e il regno di Gesù (1637).

## Le congregazioni
Numerose sono le congregazioni istituite per il culto dei Sacri Cuori di Gesù e Maria. Di seguito se ne elencano alcune.
- Congregazione dei Sacri Cuori, padri e suore (di Picpus).
- Congregazione dei Sacri Cuori di Gesù e di Maria, sorta a Beirut nel 1874.
- Figlie dei Sacri Cuori di Gesù e di Maria, fondate in Colombia dal salesiano Luigi Variara.
- Figlie dei Sacri Cuori di Gesù e di Maria, fondate nel 1868 a Genova da Eugenia Ravasco.
- Missionari dei Sacri Cuori di Gesù e Maria, fondati a Secondigliano da Gaetano Errico.
- Missionari dei Sacri Cuori di Gesù e Maria di Mallorca, fondati da Joaquín Rosselló i Ferrà sull'isola di Maiorca.
- Missionarie dei Sacri Cuori di Gesù e di Maria, fondate a Mallorca (1891) da Sebastiana Lladó a Mallorca, ma senza relazione con la precedente.
- Suore Oblate dei Sacri Cuori di Gesù e Maria, fondate in Ecuador nel 1893 da José Julio Matovelle Maldonado.
- Suore dei Sacri Cuori di Gesù e di Maria, fondate da Amélie Fristel a les Chênes, presso Paramé.
- Suore dei Sacri Cuori di Gesù e di Maria o suore di Mormaison, fondate nel 1818 in Vandea da padre Monnerau.
- Suore dei Sacri Cuori di Gesù e Maria, sorta nel 1903 dalla separazione delle case inglesi delle Ancelle del Sacro Cuore di Gesù dalla casa madre.
- Suore dei Sacri Cuori e dell'Adorazione Perpetua del Santissimo Sacramento.
- Piccole Figlie dei Sacri Cuori di Gesù e Maria, con casa madre a Parma.
- Religiose dei Sacri Cuori di Gesù e Maria, con casa madre a Castellammare di Stabia.
- Religiose Missionarie del Sacro Cuore di Gesù e Maria, fondate nel 1926 a San Sebastián.
- Suore Francescane Figlie dei Sacri Cuori di Gesù e Maria, con casa madre a Salzkotten.
- Suore Francescane dei Sacri Cuori, fondate nel 1884 ad Antequera da María del Carmen González Ramos.
- Suore Francescane dei Sacri Cuori, fondate nel 1876 a Roma da Simpliciano della Natività Maresca.
- Suore Maestre di Santa Dorotea, figlie dei Sacri Cuori, di Vicenza, Congregazione fondata da Giovanni Antonio Farina.
- Suore Missionarie dei Sacri Cuori di Gesù e Maria, fondate a Roma nel 1886 da Rosa Rosato e Rosa D'Ovidio.
- Suore Salesiane dei Sacri Cuori, fondate nel 1885 da Filippo Smaldone.
- Suore della Santa Unione dei Sacri Cuori, fondate a Douai nel 1826.
- Missionarie Catechiste dei Sacri Cuori di Gesù e di Maria, fondate in Messico nel 1928.
- Piccole Operaie dei Sacri Cuori, fondate ad Acri da Monsignor Francesco Maria Greco.